# Aaron Ben Jakub
Aaron Ben Jakub, Aaron Wielki (ur. 1736, zm. 1772) – przywódca chasydów na Litwie. Założył na jej terenach pierwszą grupę modlitewną w Karlinie koło Pińska około 1760 roku. Była to pierwsza na terenie Litwy grupa chasydzka. Jest również protoplastą dynastii cadyków. Był uczniem Dow-Bera z Międzyrzecza.
Aby zbliżyć się do Stwórcy Aaron zalecał studiowanie Tory i Miszny. Odrzucał ascetyzm, uważał, że takim postępowaniem odwracamy się od Boga. Jego zdaniem radość i zadowolenie zbliżały do Stwórcy, a taki stan mogło się osiągnąć po zaspokojeniu podstawowych potrzeb człowieka, a należały do nich: sen, jedzenie, picie i współżycie seksualne.
Skomponował własny hymn szabatowy Yah Ekhsof. Nie pozostawił po sobie własnych pism, jego nauki zostały spisane przez jego uczniów.